# Les Caves du Majestic (film)
Pour les articles homonymes, voir Les Caves du Majestic.
Pour plus de détails, voir Fiche technique et Distribution.
Les Caves du Majestic est un film français réalisé par Richard Pottier et sorti en 1945. Il est adapté du roman du même nom de Georges Simenon.

## Synopsis
Dans ces « caves » où s'affaire tout le peuple des travailleurs d'un grand hôtel, le chef de la cafeteria, Donge, trouve le cadavre de Mme Petersen, une riche cliente. L'enquête menée par Maigret lui permet de côtoyer le personnel de l'hôtel, le mari de la victime, un Suédois, Teddy, le fils de Mme Petersen, sa secrétaire, un danseur mondain, une ex entraîneuse, une aventurière batave, un gérant de boîte postale privée, Madame Donge et Donge lui-même qui est le père biologique de Teddy. L'enfant ira-t-il vers son vrai père ou ne quittera-t-il pas le riche Petersen qui l'adore ? L'énigme policière et l'énigme sentimentale sont résolues par Maigret.

## Fiche technique
- Titre : Les Caves du Majestic
- Réalisation : Richard Pottier assisté par Jean Devaivre
- Scénario : Charles Spaak d'après le roman homonyme de Georges Simenon
- Décors : Guy de Gastyne
- Photographie : Pierre Montazel
- Musique : René Sylviano
- Son : Georges Leblond
- Montage : Christian Gaudin
- Production : Alfred Greven
- Société de production : Continental Films
- Pays de production :  France
- Langue originale : français
- Format : noir et blanc, 35 mm,
- Genre : Film dramatique, Film policier
- Durée : 100 minutes
- Date de sortie : 
  - France : 31 octobre 1945

## Distribution
- Albert Préjean : le commissaire Jules Maigret
- Suzy Prim : Mme Petersen
- Jean Marchat : M. Petersen
- Denise Grey : Mme Van Bell
- Jacques Baumer : Arthur Donge
- Odette Florelle Charlotte Donge
- André Gabriello : l'inspecteur Lucas
- Gina Manès : Ginette
- Denise Bosc : Hélène
- Gabrielle Fontan : la vieille bonne
- Marie-José : la chanteuse
- René Génin : Ramuel
- Fernand Charpin : le juge d'instruction
- Raymond Rognoni : le directeur du Majestic
- Jean-Jacques Delbo : Enrico Fualdès
- Robert Demorget : Teddy
- Maurice Salabert : un inspecteur
- Henri Vilbert : le chef cuisinier
- Jean Clarieux : le taxi
- Marcel Lévesque : Le directeur de l'« Agence Internationale »
- Georges Chamarat : M. Dussart, le veilleur de nuit de l'hôtel
- Marcel Melrac : un inspecteur
- Emile Genevois : un cuistot
- Richard Francoeur : M. Delormel, employé de banque
- Jean-Marie Boyer
- Serge Berry
- Marius David
- Édouard Francomme
- Jeanne Manet
- Julienne Paroli : Mme Marcelle, employée des cuisines
- Charlotte Ecard

## Autour du film
- Dernier film produit par la Continental-Films, Charles Spaak en écrivit le scénario dans une cellule de la prison de Fresnes, où il avait été incarcéré par la Gestapo.